# Schablonen der Gewalt
Schablonen der Gewalt (Originaltitel: Patterns of Force) ist eine 1968 erstmals ausgestrahlte Episode aus der zweiten Staffel der US-amerikanischen Science-Fiction-Fernsehserie Raumschiff Enterprise. In der Handlung infiltrieren Kirk und Spock auf der Suche nach einem vermissten Historiker einen außerirdischen Planeten, auf dem ein Regime nach Vorbild Nazideutschlands aufgebaut worden ist. Wegen der heiklen Thematik und scheinbar positiven Aussagen über das Dritte Reich wurde die Episode bei der deutschen Synchronisation und Erstausstrahlung zunächst übergangen. Sie hatte ihre deutsch synchronisierte Erstausstrahlung erst über 30 Jahre nach der US-Erstausstrahlung.

## Handlung
Die Enterprise-Crew will beim Planeten Ekos das Verschwinden des zur Föderation gehörenden Historikers und Kulturbeobachters Professor John Gill untersuchen. Ekos ist der Föderation bislang als Planet mit eher primitiven, kriegsähnlichen Zuständen bekannt, der benachbarte Planet Zeon als vergleichsweise friedlicherer, fortschrittlicherer Planet.
Kirk und Spock beamen, als Einheimische verkleidet und mit unter die Haut transplantierten Transpondern zum Beamen ausgestattet, auf Ekos hinunter, um Gill zu suchen. Zu beider Überraschung herrschen auf Ekos Zustände wie im Dritten Reich, die Ekosianer sind Nationalsozialisten. Jedoch ist hier John Gill der „Führer“ und das Ziel der Bewegung ist es, Zeon und die Zeonisten zu vernichten, da diese eine minderwertige Rasse seien. Um sich Gill zu nähern, geben sich Kirk und Spock uniformiert als Nazi-Offiziere aus. Da Spock wegen seiner spitzen Ohren aber rasch auffällt, werden beide von der SS als Zeonisten verdächtigt und gefoltert und auf Anweisung des Parteivorsitzenden Eneg verhaftet.
Unter Verwendung ihrer Transponder brechen Kirk und Spock aus dem Gefängnis aus. Dabei nehmen sie den mitgefangenen Zeonisten Isak mit und geben sich erneut als Nazi-Offiziere aus. Isak führt sie zu seiner Widerstandsgruppe, die im Untergrund agiert und die beiden Fremden zunächst einer Prüfung unterzieht, ob sie auf ihrer Seite seien. Zur Widerstandsgruppe gehört auch die Ekosianerin und NS-Parteifunktionärin Daras.
Mit der Hilfe von Daras und der Widerstandsgruppe begeben sich Kirk und Spock, die sich als SS-Offiziere und Fotografen ausgeben, in die Reichskanzlei, wo an dem Tag eine Versammlung anlässlich einer Rede des Führers zur „Endlösung“ stattfindet. Mittlerweile hat Spock es möglich gemacht, mit der Enterprise Funksprechkontakt aufzunehmen. Daher können sie McCoy herunterbeamen lassen, der sich als Major ausgibt und Gill untersuchen soll.
Beim Halten seiner Rede ist Gill nur auf einem Bildschirm zu sehen, wobei sein Mund von einem Gegenstand verdeckt ist. Während die Rede endet und Gills Anhänger dem Führer huldigen, gelangen Kirk, Spock, McCoy, Daras und Isak in den Raum, in dem Gill gefesselt, bewusstlos und offensichtlich unter Drogen stehend sitzt. Offenbar wurde Gill nur als Galionsfigur benutzt. Ehe er erneut bewusstlos wird, stellt Kirk ihm die Frage, weshalb er sich in die Entwicklung des Planeten eingemischt habe. Gill meint, dass der Planet tief gespalten war und er ihn retten wollte. Auf Kirks Nachfrage, weshalb er dann ausgerechnet Nazi-Deutschland als Vorbild nahm, meint Gill, dass es der effektivste Staat der Weltgeschichte gewesen sei. Kirk zeigt sich erstaunt, schließlich handelte es sich um ein menschenverachtendes System. Spock hingegen kann den Gedanken dahinter verstehen und erinnert daran, dass ein kleines, besiegtes und bankrottes Land wie Deutschland es in kurzer Zeit schaffte, wieder aufzusteigen und es dabei fast zur Weltherrschaft gebracht hätte. Er vermutet daher, dass Gill wohl der Meinung war, man könne ein solches System nachbauen, es aber gütig leiten. Gills Stellvertreter Melakon übernahm dann jedoch die Macht und setzte ihn unter Drogen.
Indes beginnen die Ekosianer mit Raumschiffen mit der Umsetzung der Endlösung und binnen einer Stunde sollen alle Zeonisten vernichtet sein. Um Zeit zu gewinnen, lassen die Widerständler Spock als ungewöhnlichen Zeonisten verhaften. Kirk gelingt es währenddessen, Gill zu einer Fernsehansprache zu bewegen, in der Gill Melakon als Verräter entlarvt und das Stoppen des Angriffs auf Zeon befiehlt. Melakon erschießt daraufhin Gill, ehe er selbst erschossen wird. Im Sterben gesteht Gill gegenüber Kirk ein, dass er die Oberste Direktive, d. h. das Gebot der Nichteinmischung in fremde Kulturen, hätte beachten sollen.
Schließlich beamen Kirk, Spock und McCoy zurück auf die Enterprise.

## Deutschsprachige Veröffentlichung
Von 1972 bis 1974 hatte das ZDF einen Teil der Episoden von Raumschiff Enterprise erstmals deutsch synchronisiert ausgestrahlt, 1987/88 sendete Sat.1 die restlichen Episoden erstmals auf Deutsch. Beide Sender ließen jedoch die Episode Schablonen der Gewalt aus und gaben keine deutsche Synchronfassung in Auftrag. Patterns of Force wurde erst 1995 für die Videoveröffentlichung ins Deutsche übersetzt und erschien 1996 erstmals als deutsch synchronisierte Fassung auf VHS bei Paramount. Die Originalfassung mit deutschen Untertiteln wurde am 19. November 1996 im Rahmen der spätabendlichen Sendereihe Kunst-Stücke im ORF 2 erstmals im deutschen Sprachraum ausgestrahlt. Am 25. Juli 1999 hatte sie ihre deutschsprachige Erstausstrahlung auf dem Pay-TV-Sender DF1. Die deutschsprachige Free-TV-Premiere war am 4. November 2011 im ZDFneo. Zudem wurde die Synchronfassung zu einem Teil der deutschen DVD- und Blu-ray-Veröffentlichungen von Raumschiff Enterprise. Sowohl für die ZDFneo-Ausstrahlung als auch für die Heimvideos erhielt sie die Altersfreigabe FSK ab 16 Jahren.

## Kritik
Die Thematisierung des Nationalsozialismus in der Episode wurde als vereinfachend und verharmlosend kritisiert. Der Journalist Joachim Huber meinte 2011 im Tagesspiegel: „Von auch nur annähernd kritischer Aufarbeitung ist diese unbedarfte Darstellung Lichtjahre entfernt.“ Die Autoren Mike Hillenbrand und Thomas Höhl kritisierten in ihrem Buch Star Trek in Deutschland (2008), dass die Folge suggeriere, Gills Plan von einem nationalsozialistischen Staat hätte funktioniert, wenn Melakon die Macht nicht an sich gerissen hätte.
David Morgan führte Schablonen der Gewalt 2016 auf cbsnews.com als eine der schlechtesten Folgen von Raumschiff Enterprise auf.
Sean Ferrick führte Schablonen der Gewalt 2023 auf whatculture.com in einer Liste der zehn kontroversesten Star-Trek-Folgen auf Platz 6.